# Manuel de Falla
Manuel María de Falla y Matheu, španski skladatelj, * 23. november 1876, Cádiz, † 14. november 1946, Alta Gracia, (Córdoba), Argentina. Poleg Isaaca Albéniza in Enriqueja Granadosa je bil eden najpomembnejših španskih glasbenikov prve polovice 20. stoletja. Njegova podoba je krasila od leta 1974 dalje bankovec za 1000 španskih pezet.

## Življenjepis
De Falla se je rodil kot Manuel María de los Dolores Falla y Matheu v Cádizu. Bil je sin José María Falla y Franco in María Jesús Matheu y Zabal. Njegova prva učitelja glasbe sta bila mama in dedek, pri devetih letih pa ga je prevzel njegov prvi klavirski profesor Eloisa Galluzo. O njegovi mladosti ni dosti znanega. Leta 1889 je nadaljeval učenje klavirja z Alejandrom Odero in se učil harmonije in kontrapunkta pri Enriqueju Broccinega. V starosti 15 let se je začel zanimati za literaturo in novinarstvo in ustanovil literarni reviji El Burlón in El Cascabel.
Leta 1896 se je preselil v Madrid, kjer se je vpisal na Real Conservatorio de Música y Declamación. Klavir je študiral pri Joséju Tragu in kompozicijo pri Felipeju Pedrellu. Leta 1897 je napisal delo Melodia za violončelo in klavir in ga posvetil Salvadorju Viniegri, ki je gosti večere komorne glasbe, kamor je hodil tudi De Falla. Pedrell ga je navdušil za ljudsko špansko glasbo, posebno za andaluzijski flamenko (in cante jondo). Ta vpliv se kaže v mnogih de Fallovih delih. Njegovo prvo pomembnejše delo je opera v enem dejanju, La vida breve (Kratko življenje, skomponirana leta 1905, revidirana pa pred premiero leta 1913).
Leta 1907 se je na podlagi nasveta Joaquín Turina in Víctor Mirecki Larramat, de Falla preselil v Pariz. Tam je spoznal številne skladatelje, ki so imeli vpliv na njegov stil,  posebej impresionisti Maurice Ravel, Claude Debussy in Paul Dukas. Leta 1908 mu je kralj Alfonso XIII odobril kraljevo donacijo, ki mu je omogočila, da je ostal v Parizu in končal Cuatro piezas españolas. Leta 1910 je de Falla srečal Igorja Stravinskega in za kratek čas odpotoval v London.
Pred začetkom prve svetovne vojne se je vrnil v Madrid, kjer je ustvaril več svojih najpomembnejših del (3 nokturne za klavir in orkester, Noči v španskih vrtovih (Noches en los jardines de España, 1916), baleta El amor brujo in El corregidor y la molinera, ki je po reviziji postal Trirogelnjik - El sombrero de tres picos, 1917).
Med letoma 1921 in 1939 je živel v Granadi, kjer je med drugim začel tudi komponirati koralno delo La Atlántida. Leta 1936 je Falla poizkušal, a mu ni uspelo preprečiti umora svojega tesnega prijatelja, pesnika Federico García Lorca. 
Delo je nadaljeval tudi po preselitvi v Argentino leta 1939, vendar je do njegove smrti ostalo nedokončano (kasneje ga je dokončal Ernesto Halffter). La Atlántida je premiero doživela v Buenos Airesu v novembru 1939. Leta 1940 ga je kralj Alfonso X. Kastiljski imenoval za viteza. Vlada Francisca Franca mu je ponudila veliko pokojnino, če bi se vrnil v Španijo, vendar je ponudbo zavrnil.
Njegovo zdravje je pešalo, zato se je preselil v hišo v gorah, kjer ga je negovala sestra María del Carmen de Falla. Umrl je zaradi srčnega zastoja 14. novembra 1946, v kraju Alta Gracia v argentinski provinci Córdoba. Leta 1947 so njegove posmrtne ostanke poslali nazaj v Španijo. De Fallin grob je tako v katedrali v Cádizu.

## Delo
Glasba Manuela de Falle temelji  na španski ljudski glasbi, obogatena z melodiko, ritmiko in sintaktičnimi prvinami. Po njegovi zaslugi je španska ljudska glasba postala podlaga moderni glasbi, ki si jo je hitro zapomnilo tudi preprosto občinstvo.
- Spisek skladb

## Delni seznam skladb
- Trirogeljnik št. 1
- Trirogeljnik št. 2
- El amor brujo (balet)
- Obredni ognjeni ples
- La vida breve (lirična opera)
- Interludij in ples
- El retablo de maese Pedro (lutkovna opera)
- Noches in los jardines de España, Noči v španskih vrtovih, za klavir in orkester
- Siete canciones populares españolas, 7 popularnih španskih pesmi
- Koncert za čembalo
- 4 španske skladbe za klavir
- Serenata andaluza za klavir